# Zaowangye
 (avril 2017).
Si vous disposez d'ouvrages ou d'articles de référence ou si vous connaissez des sites web de qualité traitant du thème abordé ici, merci de compléter l'article en donnant les références utiles à sa vérifiabilité et en les liant à la section « Notes et références ».
Zaowangye (chinois simplifié : 灶王爷 ; chinois traditionnel : 灶王爺 ; pinyin : Zàowángyé) — encore appelé Zàojūn 灶君 ; en vietnamien :  Táo quân (灶君), Táo Vương (灶王) ou Ông Táo (翁灶) ; dans la langue du royaume de Ryūkyū : 火ぬ神, hi nu kan ; en coréen : 조왕신 (竈王神) que l'on peut traduire en français par Dieu du fourneau — est un dieu de la religion traditionnelle chinoise dont l'effigie en papier, parfois accompagnée de celle de sa femme, est collée sur le mur au-dessus des fourneaux dans la cuisine.
Son rôle est de surveiller les faits et gestes des membres de la maisonnée et d'en faire un rapport au dieu suprême (Tiandi l'« Empereur céleste » ou Yuhuangdadi l'Empereur de jade) une fois par an.

## Histoire
Déjà dans le Liji, « Livre des rites » datant de la période des Royaumes combattants (-475 — -261), le culte du fourneau est mentionné parmi les sept que doit rendre le roi, et les deux rendus par le peuple, avec celui de la porte. Il est décrit comme très frugal et sans pompe (un « rite de vieille femme »), mais absolument indispensable pour garantir la sécurité alimentaire. Peu avant les Han, le rôle du dieu s'est élargi au contrôle général de la destinée familiale, et sous les Jin, la tradition du rapport annuel fait au Ciel était établie.
La personnification du dieu a pris des aspects variés selon les sources et les époques. Sous les Han, il a parfois été identifié à Yandi, assimilé lui-même à Shennong, dieu de l’agriculture. Lorsque la tendance chinoise à l’évhémérisation s’est généralisée, comme toutes les autres divinités, le dieu du fourneau est devenu un ancien mortel divinisé. Il existe plusieurs versions de sa vie, mais depuis les Ming, toutes s’accordent au moins sur son nom de famille : Zhang (张 / 張, zhāng) .

## Culte

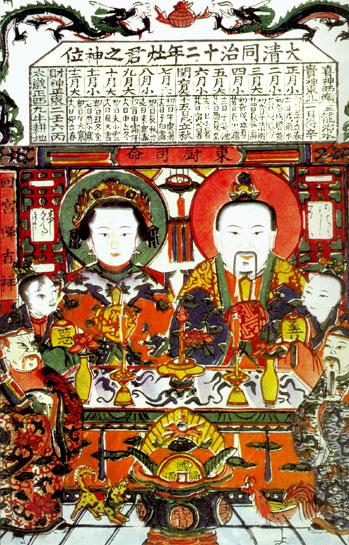
Le dieu du fourneau et son épouse

Une image (autrefois une estampe) représentant le dieu, souvent accompagné de son épouse, est collée sur le mur au-dessus du fourneau. Les personnes pieuses leur brûlent de l’encens tous les 1er et 15 de chaque mois lunaire. Une fois par an a lieu la cérémonie d’adieu, songzao 送灶, sòngzào. En effet, le soir du 23 du douzième mois lunaire, Zaowangye monte au Ciel faire son rapport sur la conduite de la maisonnée. Selon certains, le rapport qu’il emporte a été transcrit par sa femme. Avant son départ, on lui brûle de l'encens et lui prépare des offrandes, surtout des mets sucrés pour qu'il parle en bien de la famille (« bouche sucrée » en chinois signifie « flatter », « enjôler »). Les fidèles qui ne s’embarrassent pas de manières collent carrément une sucrerie collante (tangyuan, riz glutineux) sur la bouche de l’effigie. L’image est alors descendue et brûlée, et le dieu monte au Ciel avec la fumée. Dans certaines régions on allume à l’occasion les premiers pétards de la période du Nouvel An chinois. Le soir du réveillon du Nouvel An, Zaowangye revient ; une cérémonie d’accueil a lieu et une nouvelle image est collée sur le mur.
Du contenu de son rapport dépendent heurs et malheurs de la maisonnée dans l'année à venir : les bonnes actions sont récompensées et les mauvaises punies. Parfois le prix se paie en jours de vie : trois retirés pour une petite faute et trois cents pour une grande, selon un livre datant des Jin.

## La légende du dieu du fourneau
Voici une des innombrables versions de la vie terrestre du dieu du fourneau :
Un certain Zhang, joueur invétéré, avait perdu jusque sa femme qu’il avait dû céder à un bûcheron. Un jour, poussé par la faim, il se résolut à retourner lui demander de l’aide. Pas rancunière, elle lui prépara des feuilles de bambou farcies de riz dans lesquelles elle cacha un peu d'argent. Malheureusement, sur le chemin du retour, il rencontra un créancier à qui il dut céder son butin. Il était de retour chez son ancienne épouse quand le mari revint du travail. Zhang se cacha dans la bouche du fourneau, ne se doutant pas que le mari allumerait immédiatement le feu pour faire chauffer de l'eau. Zhang choisit de se laisser réduire en cendres plutôt que de risquer des ennuis à la femme. Après sa mort, celle-ci se mit à brûler de l'encens devant le fourneau matin, midi et soir. Son mari lui en ayant demandé la raison, elle répondit : « C’est le fourneau qui nous nourrit, c’est la moindre des choses de lui rendre un culte ». Cette phrase fut rapportée aux voisins qui la trouvèrent juste. Ils l’imitèrent, et rapidement, cette coutume se répandit dans tout le pays. L’empereur de jade décida de la confirmer en nommant officiellement Zhang « Dieu du fourneau ».